# Agelasta laosensis
Agelasta laosensis es una especie de escarabajo longicornio del género Agelasta, categorizada en la tribu Mesosini, de la subfamilia Lamiinae. Fue descrita por Pic en 1925.

## Descripción
Mide 16 mm de longitud.

## Distribución
Se distribuye por Laos.